# Fabien Giraud
Fabien Giraud est un artiste français né le 14 avril 1980. Il vit et travaille à Paris.

## Parcours
Fabien Giraud est né en 1980, il vit et travaille à Paris. Il étudie à l'ENSAD puis au Fresnoy avant de commencer sa collaboration avec Raphaël Siboni en 2007. Ils forment depuis le duo Fabien Giraud et Raphaël Siboni.
Fabien Giraud mène depuis 2012 le projet Glass Bead, une plateforme de recherche et un journal dont le but est de créer des transferts de savoir entre art, science et philosophie, tant dans les dimensions théoriques, pratiques ou politiques de ces domaines,,,,,,,,.

## Expositions monographiques (sélection)
- Infantia (1894-7231) - Institut d’Art Comteporain, Villeurbanne, France, 2020.
- The Everted Capital - Museum of Old and New Art, Hobart, Australie, 2019.
- La Forme du Non - Fondation d’Entreprise Ricard, Paris, France, 2018.
- The Unmanned - Museum of Old and New Art, Hobart, Australie, 2018.
- 2045-1542 (A history of computation) - Casino Luxembourg - Forum d’Art Contemporain, Luxembourg, 2018.
- Une Machine Simple - Netwerk/Centrum voor hedendaagse kunst, Aalst, Belgique, 2015.
- The Unmanned - Centre Pompidou, Prospectif Cinema cycle, Paris, France, 2014.
- The Unmanned - Centre International d’art et du paysage, Île de Vassivière, France, 2014.
- The Unmanned - VOX Centre de l’Image Contemporaine, Montréal, Canada, 2014.
- The Unmanned - Casino Luxembourg - Forum d’Art Contemporain, Luxembourg, 2014.
- La Condition / Le Barrage - Loevenbruck gallery [archive], Paris, France, 2010, 2014.
- Les choses qui tombent - Gertrude Contemporary Art Spaces, Melbourne, Australie, 2009.
- Superdôme - Last Manoeuvres in the Dark - Palais de Tokyo, Paris, France, 2007.

## Expositions collectives (sélection)
- If the Snake - Okayama Art Summit Triennial [archive], Japon, 2019.
- Hysterical Mining - Kunsthalle, Vienne, Autriche, 2019.
- Open Codes - ZKM, Karlsruhe, Allemagne, 2018.
- Artistes & Robots - Grand Palais, Paris, France, 2018.
- Le Rêve des Formes - Palais de Tokyo, France, 2018.
- Electric Coma - VAC Foundation, Venise, Italie, 2017.
- Liverpool Biennal - Tate Liverpool, Liverpool, Angleterre, 2016.
- Soft Crash - GAMeC, Bergame, Italie, 2016.
- Parallel Lines - CCA, Glasgow, Écosse, 2016.
- El mundo fue plano, ahora es redondo y será un holograma, MAZ [archive], Guadalajara, Mexique, 2016.
- La Vie Moderne - Lyon Biennial, France, 2015.
- Nel Mezzo del Mezzo - Museo Riso d’Arte della Sicilia, Palerme, Italie, 2015.
- Disappearing Acts - LIAF, Îles Lofoten, Norvège, 2015.
- Systémique - CEAAC, Strasbourg, France, 2015.
- La Souris et le Perroquet - Villa Arson, Nice, France, 2015.
- Videonnale - Festival for Contemporary Video Art [archive], Bonn, Allemagne, 2015.
- Concrete - Monash University Museum, Melbourne, Australie, 2014.
- Pierre Huyghe’s Cine Club - Anthology Film Archive, New York, USA, 2014.
- I look to you and I see nothing, Sharjah Art Foundation, Sharjah, UAE, 2013.
- Beam In Thine Own Eye, Museum of Old and New Art, Hobart, Tasmanie , Australie, 2013.
- The Lewton Bus, Vitrine [archive], Londres, Angleterre, 2012.
- Repetition Island, Centre Pompidou, Paris, France, 2010.
- Res Publica, Moscow Museum of Art, Moscou, Russie, 2010.
- Dynasty, Palais de Tokyo & MAMVP, Paris, France, 2010.
- The Moving Index, Honor Fraser Galery [archive], Los Angeles, USA, 2010.
- La Force de l’Art 02, Grand Palais, Paris, France, 2009.
- Against Exclusion, Moscow Biennial, Garage, Moscou, Russie, 2009.
- Lucky Number Seven, Site Santa Fe Biennial, New Mexico, USA, 2008.
- 00’s - L’histoire d’une décennie qui n’est pas encore nommée - Biennale de Lyon, France, 2007.

## Autres expositions personnelles
- Kunsthalle de Kiel, Allemagne, 2008
- Musée des Beaux Arts de Tourcoing, Tourcoing, France, 2007
- CAN, Neuchâtel, Suisse, 2007
- Fondation Miro, Barcelone, Espagne, 2006
- Module 1, Palais de Tokyo, Paris, France, 2006